# Perdita ampla
Perdita ampla là một loài Hymenoptera trong họ Andrenidae. Loài này được Timberlake mô tả khoa học năm 1971.